# Alegia
Alegia (spanisch Alegría de Oria) ist ein Ort und eine Gemeinde (Municipio) in der Provinz Gipuzkoa im spanischen Baskenland. Sie hat 1.812 Einwohner (Stand: 2024).

## Geografie
Alegia liegt etwa 32 Kilometer südsüdwestlich von der Provinzhauptstadt Donostia-San Sebastián in einer Höhe von ca. 95 m. Durch die Gemeinde fließt der Oria.

## Bevölkerungsentwicklung
| 1900 | 1950 | 1970 | 1981 | 1991 | 2001 | 2011 | 2021 |
| ---- | ---- | ---- | ---- | ---- | ---- | ---- | ---- |
| 840  | 1250 | 1661 | 1701 | 1680 | 1606 | 1778 | 1762 |

## Sehenswürdigkeiten
- Johannes-der-Täufer-Kirche (Iglesia de San Juan Bautista)
- Rathaus

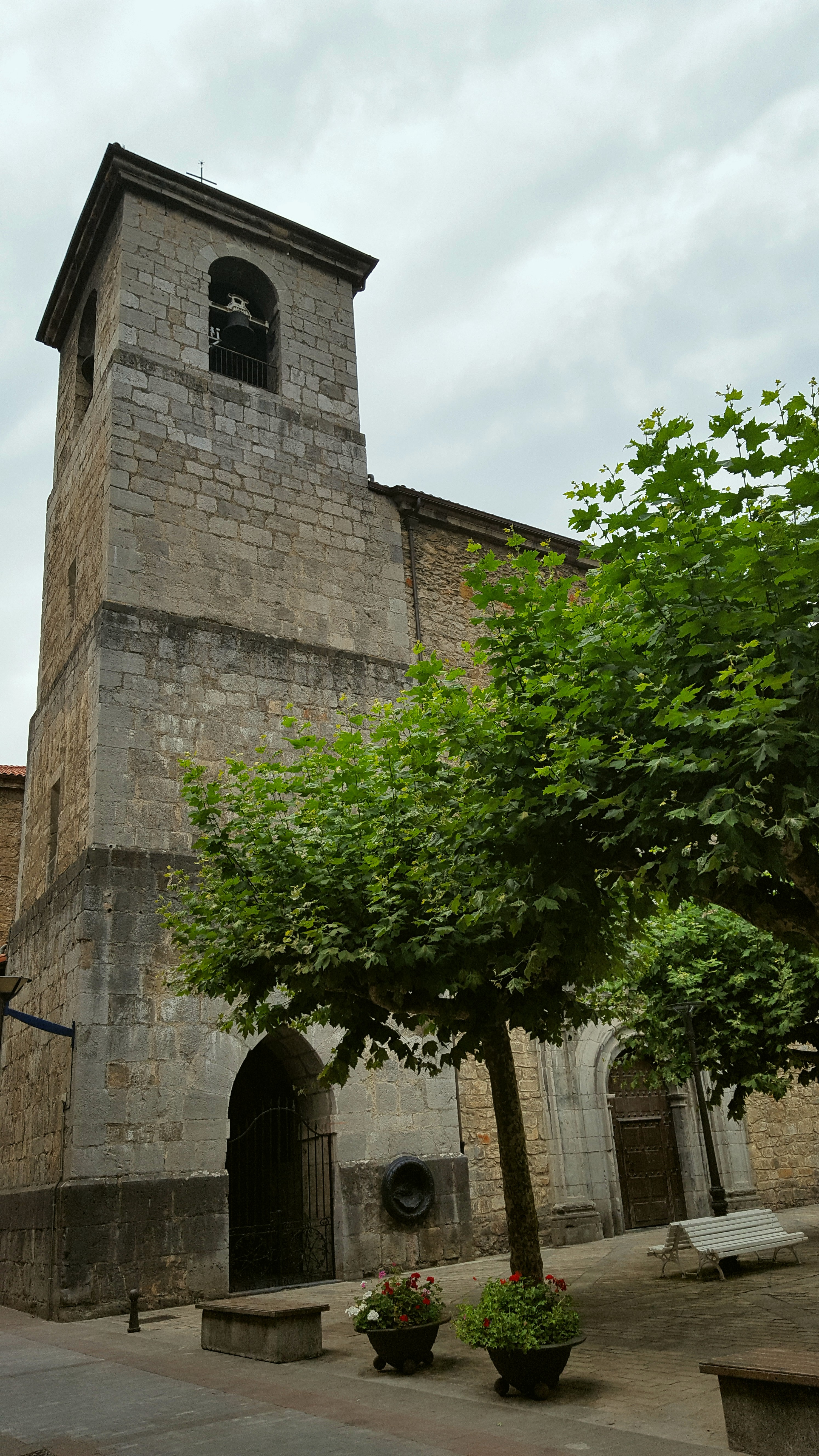
Johannes-der-Täufer-Kirche
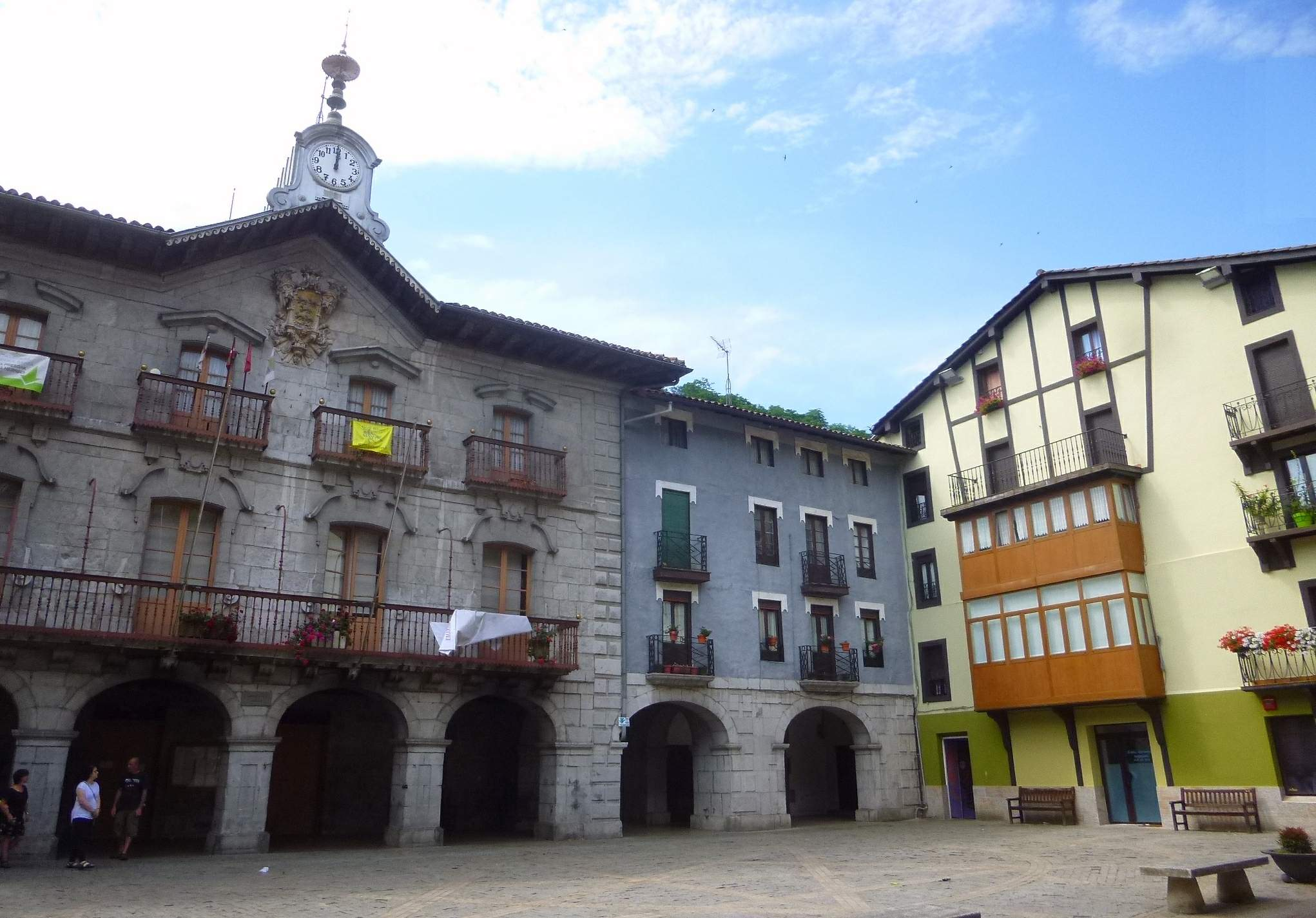
Rathaus

## Persönlichkeiten
- Arantxa Iturbe (* 1964), Schriftstellerin